# باب اروم
باب اروم (انگلیسی: Bob Arum؛ زادهٔ ۸ دسامبر ۱۹۳۱) یک وکیل اهل ایالات متحده آمریکا است.